# بار اول (ئی‌پی)
بار اول (به انگلیسی: First Time) نام اولین آلبوم چندآهنگه توسط لیام پین خواننده بریتانیایی است. این آلبوم در تاریخ ۲۴ اوت ۲۰۱۸ توسط کپیتال رکوردز منتشر شد و تنها ۱۲:۳۳ دقیقه زمان داشت.
از این آلبوم ۴ آهنگه، ۱ ترانه به عنوان تک‌آهنگ منتشر شد. این تک آهنگ «اولین بار» نام دارد و در آن فرنچ مونتانا نیز همکاری کرده‌است. این ترانه در همان روز انتشار آلبوم منتشر شده‌است.

## زمینه
پین در تاریخ ۱۶ آگوست ۲۰۱۸، تاریخ انتشار EP را اعلام کرد.او همچنین در رسانه اجتماعی خود پیامی ارسال کرد و گفت:
"همانطور که ممکن است بفهمید، چند ماه گذشته، تغییرات بزرگی برای من بوده است... من به برخی از آلبوم هایم نگاه کردم که چندین بار انجام شده بود و آنها از سنین دیگر احساس می کردند. من برای اولین بار تصمیم گرفته ام آلبوم واقعاً مرا نمایندگی می کند
من اکنون در استودیو کار می کنم تا نهایتاً نهایی چند آهنگ جدید را در رکورد نهایی کنم - من واقعاً در مورد موسیقی که من نوشتن و ضبط می کنم هیجان زده هستم و نمی‌توانم صبر کنم تا آن را برای همه آماده کنم.

در ضمن، این EP مجموعه ای از آهنگ هایی است که من واقعاً افتخار می کنم و می خواهم همه را بشنوید ... به من بگویید که چه فکر می کنید. همانطور که همیشه، از حمایت شما سپاسگذاریم - به این معنی است که جهان برای من است. "

## فهرست ترانه‌ها
وام از "Tidal" اقتباس شده است.
| شماره      | نام                               | نویسنده(ها)                                      | مدت   |
| ---------- | --------------------------------- | ------------------------------------------------ | ----- |
| ۱.         | «بار اول» (همراه با فرنچ مونتانا) | استفان مک گرگور جانی یوکون فرنچ مونتانا متی برنز | ۳:۱۲  |
| ۲.         | «خانه با تو»                      | جاستین ترانتر جیسون گیل براندون اسکای            | ۳:۰۱  |
| ۳.         | «بستگی به آن دارد»                | رابرت مک کوردی کریستوفر پتروسینو آسیا وهیتاکر    | ۲:۵۱  |
| ۴.         | «آرام»                            | سام پرستون کارل لمان سیلستر سیرتسن               | ۳:۲۹  |
| مجموع مدت: | مجموع مدت:                        | مجموع مدت:                                       | ۱۲:۳۳ |

## جدول
| جدول (۲۰۱۸)                                | رتبه |
| ------------------------------------------ | ---- |
| بریتانیا دانلود نمودار (شرکت آفیشال چارتس) | ۶۸   |
| واحد فروش انگلستان (شرکت آفیشال چارتس)     | ۶۸   |